# Deuteronomos fuscomarginata
Deuteronomos fuscomarginata là một loài bướm đêm trong họ Geometridae.